# Bacteria aetolus
Bacteria aetolus är en insektsart som beskrevs av John Obadiah Westwood 1859. Bacteria aetolus ingår i släktet Bacteria och familjen Diapheromeridae. Inga underarter finns listade.